# 시어도어 라이먼
시어도어 라이먼(영어: Theodore Lyman, 1874년 11월 23일 ~ 1954년 10월 11일)은 미국의 물리학자이다. 1897년에 하버드 대학교를 졸업하고, 1900년에 박사학위를 취득하였다.

## 업적
- 스펙트럼선의 종류중 하나인 라이먼 계열을 발견하였다.

## 참고 자료
- USGS Gazetteer of Planetary Nomenclature Feature Information
- 1931 Frederic Ives Medal